# Gustavo Claudio da Silva
Gustavo Claudio da Silva (* 20. August 1988 in Rio de Janeiro), auch Gustavo genannt, ist ein brasilianischer Fußballspieler.

## Karriere
Gustavo spielte von 2008 bis 2010 bei den brasilianischen Vereinen Barra Mansa FC, Bangu AC und Aperibeense FC. Wo er 2011 gespielt hat, ist unbekannt. Von 2012 bis Mitte 2013 stand er bei Citizen AA in Hongkong unter Vertrag. Mit den Citizen stand er 2013 im Finale des Hong Kong Senior Challenge Shield. Hier verlor man gegen den Tai Po FC im Elfmeterschießen. Im Juli 2013 wechselte er zum ebenfalls in Hongkong beheimateten Yuen Long FC. Mit dem Verein spielte er bis Mitte 2016 in der ersten Liga, der Hong Kong Premier League. 2016 stand er mit dem Verein im Finale des Hong Kong FA Cup. Hier verlor man im Elfmeterschießen gegen den Hong Kong Pegasus FC. Nach Vertragsende war er von Juli 2016 bis Dezember 2016 vertrags- und vereinslos. Von Januar bis Mai 2017 spielte er wieder in seiner Heimat für AE Velo Clube Rioclarense. Mitte 2017 ging er wieder nach Asien, wo er einen Vertrag in Thailand bei Thai Honda Ladkrabang unterschrieb. Mit dem Bangkoker Verein spielte er in der ersten Liga, der Thai League. Nach Vertragsende im Dezember 2017 war er bis Juli 2018 wieder vertrags- und vereinslos. Die Saison 2018/2019 spielte er in Malta beim Pembroke Athleta FC. Mit dem Verein aus Pembroke spielte er in der zweiten maltesischen Liga, der First Division. Da der Vertrag in Pembroke nicht verlängert wurde, war er wieder die zweite Jahreshälfte 2019 vertragslos. Anfang 2020 wurde er vom thailändischen Drittligisten Nakhon Si United FC aus Nakhon Si Thammarat verpflichtet. Der Verein spielte in der Southern Region der dritten Liga. Bei Nakhon Si stand er bis November 2020 unter Vertrag. Von Dezember 2020 bis Mitte 2021 war er vertrags- und vereinslos. Zu Beginn der Saison 2021/22 unterschrieb er einen Vertrag beim See Khwae City FC. Mit dem Drittligisten aus Nakhon Sawan trat er in der Northern Region der dritten Liga an. Am Jahresende 2021 wechselte er zum Chanthaburi FC. Mit dem Verein aus Chanthaburi spielte er achtmal in der Eastern Region der Liga. Im August 2022 ging er wieder nach Malta. Hier schloss er sich dem Zweitligisten Vittoriosa Stars an. Nach vier Ligaspielen wechselte er im März 2023 zum Kasuka FC. Der Verein aus Brunei spielte in der ersten Liga, der Brunei Super League. Über den indischen Verein Aizawl FC, wo er von Oktober 2023 bis August 2024 unter Vertrag stand, kehrte er nach Thailand zurück. Hier verpflichtete ihn der Drittligist Kamphaengphet FC. Mit dem Verein aus Kamphaeng Phet spielte er sechsmal in der Northern Region der Liga. Im Januar 2025 zog es ihn auf die Philippinen. Hier unterschrieb er in Manila einen Vertrag beim Erstligisten Mendiola FC 1991.

## Erfolge
Citizen AA
- Hong Kong Senior Challenge Shield: 2013 (Finalist)
- Hong Kong FA Cup: 2016 (Finalist)